# 私市正年
私市 正年（きさいち まさとし、1948年1月2日 - ）は、日本のイスラーム研究者。学位は、博士（史学）（中央大学・論文博士・2007年）。上智大学名誉教授。専攻はマグリブ・イスラーム民衆史、アルジェリア・イスラーム政治運動。

## 略歴
東京都生まれ。北海道大学文学部西洋史学科卒業、東京都立大学経済学部中退、中央大学大学院博士課程（東洋史学専攻）中退。ムハンマド5世大学（ (en)モロッコ）イブン・ハルドゥーン研究センター（エジプト）、地中海アラブ・ムスリム研究センター（IREMAM (fr) フランス・エクサンプロバンス）、アルジェ大学 (en) 応用開発経済研究センター（CREAD アルジェリア）などで研究に従事。
上智大学外国語学部助教授・教授を経て、同アジア文化研究所教授、名誉教授。総合グローバル学部の教授であった2017年4月より科研費研究「ザーウィヤのイスラーム教育とアルジェリア独立運動へのイデオロギー的影響の研究」代表 (2020年3月終了予定)。
地中海学会、日本中東学会。

## 学位
2007年『マグリブ中世社会とイスラーム聖者崇拝 聖者を中心にしたイスラーム社会像の構築』で、中央大学より博士（史学）の学位を取得。

## 著作
- 「第8章 巡礼者の道」『道のアジア史 : モノ・ヒト・文化の交流』鶴見良行、村井吉敬 (編著)、同文舘出版、1991年1月。
- 「第6章 イスラームの地中海」『都市の文明イスラーム』佐藤次高、鈴木董 (編)、〈講談社現代新書1162・新書イスラームの世界史〉、1993年9月。
- 「マグリブ諸国のイスラーム主義運動--社会的背景と組織の実態 (イスラーム復興主義の現在<焦点>)『国際問題』第411号、日本国際問題研究所、1994年6月。30-43頁。
- 『イスラム聖者 奇跡・予言・癒しの世界』、講談社〈現代新書〉、1996年。
- 『北アフリカ・イスラーム主義運動の歴史』白水社、2004年。
- 『サハラが結ぶ南北交流』山川出版社〈世界史リブレット〉、2004年。
- 『マグリブ中世社会とイスラーム聖者崇拝』、山川出版社、2009年。
- 『原理主義の終焉か ポスト・イスラーム主義論』NIHUプログラムイスラーム地域研究 (監修)、山川出版社 〈イスラームを知る〉、2012年。
- 「FISの勝利とアルジェリアの民主化挫折の再考 : 1988年暴動から1992年クーデターまで」『上智ヨーロッパ研究』第6号、上智大学ヨーロッパ研究所、2014年2月。95-124頁。
- 「アルジェリア政治の現状 : 2019年大統領選挙の課題」『中東研究 = Journal of Middle Eastern studies』、中東調査会 (編)、2018年度、第3号534、2019年1月、71-82頁。
- 「トレンド2019 混迷深めるアルジェリア政治と大統領選挙」『外交 = Diplomacy』、「外交」編集委員会 (編)、第56巻、2019年7月・8月、98-101頁。

## 共編著
- 『イスラーム地域の民衆運動と民主化』栗田禎子 (共編)、東京大学出版会〈イスラーム地域研究叢書〉、2004年。
- 『現代イスラームを めぐるテロリズムの背景と現状』、上智大学21世紀 COE プログラム「地域立脚型グローバル・スタディーズの構築」事務局〈Sophia AGLOS Working Papers Series No.7〉、2005年。
- 『モロッコを知るための65章』佐藤健太郎 (共編著)、明石書店〈エリア・スタディーズ〉、2007年。
- 『アルジェリアを知るための62章』(編著)、明石書店〈エリア・スタディーズ〉、2009年。
- 『イスラーム世界の歴史的展開』三浦徹 他 (共著)、放送大学教育振興会、2011年。
- 『日本・アルジェリア友好の歩み = Le Japon et l'Algérie une histoire de 50 ans d'amitié : 外交関係樹立50周年記念誌』スマイル・デベシュ、在アルジェリア日本国大使館 (共編著)、千倉書房、2014年8月[17]。
- 『中東・イスラーム研究概説 : 政治学・経済学・社会学・地域研究のテーマと理論』浜中新吾・横田貴之 (編著)、明石書店、2017年[18]。
- 『中東・イスラーム世界の歴史・宗教・政治 : 多様なアプローチが織りなす地域研究の現在』高岡豊、白谷望、溝渕正季 (編著)、明石書店、2018年[17]。
- 『ザーウィヤのイスラーム教育とアルジェリア独立運動へのイデオロギー的影響の研究』2017年度 実施状況報告書、上智大学〈科研費基盤研究(C) 17K03143〉、2018年[19]。

## 翻訳
- ベシーム・S・ハキーム『イスラーム都市 : アラブのまちづくりの原理』佐藤次高 (監訳)、小杉泰、陣内秀信、柳橋博之、小松香織 ほか (共訳)、第三書館、1990年[20][21]。
- ファーティマ・メルニーシー(en)『イスラームと民主主義 近代性への怖れ』ラトクリフ川政祥子 (共訳)、〈平凡社選書〉、2000年[22]。
- シャルル=ロベール・アージュロン(en)『アルジェリア近現代史』中島節子 (共訳)、白水社〈文庫クセジュ〉、2002年[23][24]。
- J=F・ゲイロー (fr)、D・セナ (fr)『テロリズム：歴史・類型・対策法』、白水社〈文庫クセジュ〉、2008年。
- ジャン・ボベロ (en)『世界のなかのライシテ : 宗教と政治の関係史』中村遥 (共訳) 、白水社〈文庫クセジュ〉、2014年。
- ジャン・セルヴィエ『ベルベル人：歴史・思想・文明』白谷望・野口舞子 (共訳) 、白水社〈文庫クセジュ〉、2021年。

## 栄典
- 2023年4月 瑞宝小綬章受章[25]